# جامع التونبوغا
جامع التونبوغا هو من مساجد حلب التاريخية الأثرية.
ويقع الجامع في محلة التونبوغا إلى الشرق من قصر العدل وجنوب الطبابة الشرعية في الموقع المعروف باسم ساحة الملح.

## تاريخ الجامع
شيد الجامع وبناه نائب حلب في دولة المماليك البحرية الأمير علاء الدين التونبوغا الناصري في أيام السلطان الملك الناصر (ناصر الدين محمد بن قلاوون).